# Norberg (comune)
Norberg è un comune svedese di 5 706 abitanti, situato nella contea di Västmanland. Il suo capoluogo è la città omonima.

## Amministrazione

### Gemellaggi
- Nastola
- Ravnsborg
- Raasiku